# Phlyctenosis prosti
Phlyctenosis prosti är en skalbaggsart som först beskrevs av Auguste Lameere 1903.  Phlyctenosis prosti ingår i släktet Phlyctenosis och familjen långhorningar. Inga underarter finns listade i Catalogue of Life.